# Venhälsan
Venhälsan är en mottagning på Södersjukhuset som riktar sig till "alla som identifierar sig män som har sex med män och transpersoner". Mottagningen erbjuder  provtagning avseende könssjukdomar, samtal och rådgivning. Verksamheten startade  1982, strax innan hiv och aids upptäcktes i Sverige. Mottagningen har över 15 000 besök per år varav en del är män som söker sig från andra delar av landet.

## Verksamhet
Verksamheten är uppdelad i två delar. 
- STI-verksamheten (sexuellt överförda infektioner) erbjuder dels drop in på kvällstid då män som har sex med män kan testa sig, få diagnos, behandling och dels bokad mottagningstid på dagar och kvällar. Hiv-testning utförs både på traditionellt sätt och genom så kallat snabbtest, där patienten får svar på testet inom 30 minuter.

## Forskning
Kliniken bedriver omfattande forskning, exempelvis i form av läkemedelsstudier. En stor del av forskningen sker i samarbete med andra hiv-kliniker både nationellt och internationellt.